# El Mundo Deportivo
El Mundo Deportivo är en spansk dagstidning för sportnyheter. Den grundades 1906.